# Fiat A.18

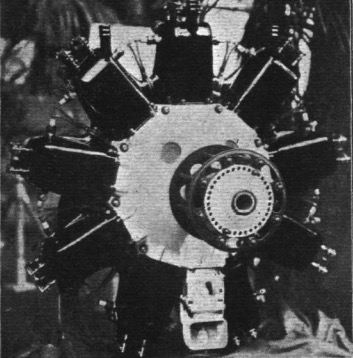
vista frontale

Il Fiat A.18 era un motore aeronautico radiale sperimentale raffreddato ad acqua realizzato dall'azienda italiana Fiat Aviazione negli anni dieci del XX secolo.
Fu il primo motore radiale progettato dall'azienda torinese, precursore di tecnologie applicate solo successivamente in motori della stessa architettura.

## Storia del progetto
Nel 1917, nell'ambito della ricerca di motori aeronautici sempre più potenti da destinare a velivoli da combattimento impegnati nella prima guerra mondiale, la Fiat Aviazione decise di intraprendere lo sviluppo di un innovativo propulsore.
In un periodo in cui la tipologia più diffusa per i motori non in linea era quella del motore rotativo a pistoni, il progetto verteva su un'architettura che sarebbe diventata classica solo nel decennio seguente, quella radiale.
Il nuovo motore nacque con caratteristiche uniche nel suo genere: distribuzione OHV 4 valvole per cilindro ed una sola asta di comando a doppio effetto, valvole con molle di richiamo a balestra, condotti di aspirazione incorporati nel cilindro in acciaio, per preriscaldare la carica, bielle tubolari, biella madre su cuscinetti a rulli e comando del gas accoppiato con quello dell'anticipo.
La particolarità del motore, la sua difficoltà di messa a punto e il termine del conflitto consigliarono l'orientamento commerciale verso architetture più tradizionali tralasciando ogni sviluppo dell'originale progetto.

### Pubblicazione
- Alata, n.164, Gennaio 1959.